# 葛飾坂東觀音靈場
葛飾坂東觀音靈場（日語：かつしかばんどうかんのんれいじょう）是日本茨城縣古河市、五霞町、八千代町和栃木縣野木町的觀音靈場之總稱。在正德4年（1714年）開創了33個寺的靈場，後來追加到現在共有41個寺。

## 歷史
在江戶時代的正德4年（1714年），由下總國葛飾郡久能村（茨城縣古河市久能）的寶性院住持秀傳所創。在西國三十三觀音、坂東三十三觀音、秩父三十四觀音之後，得到周遭33個寺的同意後所開創。這個時期，民眾流行佛堂巡禮，但為了無法負擔至遠地巡禮的人們，各地區的高僧設計規畫出小規模的寺院巡禮。 
之後包含了恩名村的養性寺在內共有34個寺院，再追加了7個寺，現在共有 41個禮所。明治初期因廢佛毀釋而廢寺，靈場也同遭其難，但因為在地居民的深厚信仰支持之下，到現在仍維持有觀音堂和觀音像，每12年一次的午歲會進行御開帳。

## 靈場一覽
分布於茨城縣古河市、猿島郡五霞町、結城郡八千代町，和栃木縣下都賀郡野木町。
| 禮所編號 | 山號・院號・寺號               | 通稱・別稱     | 日語讀法             | 本尊               | 宗派         | 位址                     | 備註                                                   |
| -------- | ------------------------------ | -------------- | -------------------- | ------------------ | ------------ | ------------------------ | ------------------------------------------------------ |
| 1        | 寶篋山 實相院                  |                | じっそういん         | 千手千眼觀世音菩薩 | 真言宗豐山派 | 五霞町元栗橋1125         | 觀音堂是在明治11年從古河的長谷寺移築而來               |
| 2        | 大士山 觀音寺                  | 山王觀音寺     | かんのんじ           | 聖觀世音菩薩       | 真言宗豐山派 | 五霞町山王290-2          |                                                        |
| 番外     |                                | 蓮花庵         | れんげあん           | 十一面觀世音菩薩   | 真言宗豐山派 | 五霞町新幸谷231          | 被尊稱為「尊寺（お寺）」。現在遺跡地為集會所           |
| 3        | 天福寺                         |                | てんぷくじ           | 十一面天神本地佛   | 真言宗豐山派 | 五霞町大福田947          | 明治初期被廢寺，在天神社左邊為觀音堂                   |
| 番外     |                                | 地藏堂         | じぞうどう           | 千手觀世音菩薩     | 真言宗豐山派 | 五霞町釋迦字地藏前2422-1 |                                                        |
| 4        | 㴱典山（深典山） 正德寺        |                | しょうとくじ         | 聖觀世音菩薩       | 淨土宗       | 五霞町大福田758          |                                                        |
| 5        | 鳳凰山 勝光院                  |                | しょうこういん       | 十一面觀世音菩薩   | 真言宗智山派 | 五霞町小手指74           | 香取神社境内                                           |
| 6        | 淨雲寺                         | 岩屋觀音       | じょううんじ         | 如意輪觀世音菩薩   | 淨土宗       | 五霞町川妻岩屋堂246      | 也被稱為「穴藥師」                                     |
| 7        | 中田山 萬福寺（万福寺）        |                | まんぷくじ           | 十一面觀世音菩薩   | 真言宗豐山派 | 古河市中田1040           | 從山門進入後，左邊為觀音堂                             |
| 番外     | 明觀山 觀音院 長谷寺           | 長谷觀音       | はせでら             | 十一面觀世音菩薩   | 真言宗豐山派 | 古河市長谷町5-1          |                                                        |
| 8        | 前林山 東光寺                  |                | とうこうじ           | 千手觀世音菩薩     | 真言宗豐山派 | 古河市前林1765           | 本堂西邊為觀音堂                                       |
| 9        | 泉見山 金藏院 寶照寺           |                | こんぞういん         | 如意輪觀世音菩薩   | 真言宗豐山派 | 古河市下邊見2821         | 本堂東邊為觀音堂                                       |
| 10       | 釋迦山 金乘院 世尊寺           |                | こんじょういん       | 聖觀世音菩薩       | 真言宗豐山派 | 古河市釋迦105            |                                                        |
| 11       | 久松山 淨林院                  | 淨林寺         | じょうりんじ         | 十一面觀世音菩薩   | 曹洞宗       | 古河市駒羽208            | 廢寺，現存觀音堂，遺跡地為集落中心                     |
| 12       | 清淨山 歡喜院 吉祥寺           |                | きちじょうじ         | 三面六臂觀世音菩薩 | 時宗         | 古河市水海3026           | 進入山門後左邊為觀音堂                                 |
| 13       |                                | （高野）觀音堂 | かんのんどう         | 聖觀世音菩薩       | 時宗         | 古河市高野西坪571        | 觀音堂是近年再建                                       |
| 14       | 谷中山 寶性院 觀音寺           |                | ほうしょういん       | 十一面觀世音菩薩   | 真言宗豐山派 | 古河市久能596            | 有禮所開創者・秀傳之墓                                 |
| 15       | 葛生山（慈眼山） 真如院        |                | しんにょいん         | 十一面觀世音菩薩   | 真言宗豐山派 | 古河市葛生1654           | 明治初期被廢寺                                         |
| 番外     |                                | 鍋入觀音堂     | なべいりかんのんどう | 十一面觀世音菩薩   | 真言宗豐山派 | 古河市葛生1825           | 也被稱為「掘出觀音」、「安産觀世音」。                 |
| 16       | 柳橋山 龍藏院 西光寺           |                | りゅうぞういん       | 聖觀世音菩薩       | 真言宗豐山派 | 古河市柳橋1178           |                                                        |
| 17       | 不動山 華藏院                  |                | けぞういん           | 千手觀世音菩薩     | 真言宗豐山派 | 古河市柳橋1163-1         | 明治初年被廢寺，現在由居民護持                         |
| 18       | 益葉山 久昌院                  |                | きゅうしょういん     | 十一面觀世音菩薩   | 曹洞宗       | 古河市山田503            | 同時也是猿島坂東觀音靈場第9號禮所                      |
| 19       | 生光山 萬福寺                  |                | まんぷくじ           | 如意輪觀世音菩薩   | 真言宗豐山派 | 古河市尾崎4477           |                                                        |
| 20       | 常光山 勸行院                  |                | かんぎょういん       | 聖觀世音菩薩       | 真言宗豐山派 | 八千代町塩本15           |                                                        |
| 番外     | 太光山 新長谷寺                | 八町觀音       | はっちょうかんのん   | 十一面觀世音菩薩   | 真言宗豐山派 | 八千代町八町149          | 也是關東八十八箇所靈場第38號禮所                       |
| 21       | 遍照院                         |                | へんじょういん       | 馬頭觀世音菩薩     | 真言宗豐山派 | 古河市尾崎880            | 現在由在地居民管理                                     |
| 番外     | 道樂山 地藏院 永光寺           |                | えいこうじ           | 十一面觀世音菩薩   | 真言宗豐山派 | 古河市尾崎954            | 也是北關東不動靈場第34號、關東八十八箇所靈場第39號禮所 |
| 22       | 慈光山 大善院 寶藏寺           |                | ほうぞうじ           | 聖觀世音菩薩       | 真言宗豐山派 | 古河市諸川342-1          |                                                        |
| 23       | 長宮山 長性寺                  |                | ちょうしょうじ       | 十一面觀世音菩薩   | 時宗         | 古河市諸川430            | 明治初期廢寺，觀音堂是近年再建                         |
| 24       | 慈眼山 圓能寺（円能寺）        |                | えんのうじ           | 聖觀世音菩薩       | 真言宗豐山派 | 古河市五部348            | 明治初期廢寺，觀音堂是近年再建                         |
| 25       | 清瀧山（清滝山） 不動院 大善寺 |                | だいぜんじ           | 十一面觀世音菩薩   | 真言宗豐山派 | 古河市上片田368          | 明治初期廢寺，現存觀音堂                               |
| 26       | 佛立山（仏立山） 一乘院        |                | いちじょういん       | 十一面觀世音菩薩   | 真言宗豐山派 | 古河市下片田364          |                                                        |
| 27       | 大悲山 真定院 觀音寺           |                | しんじょういん       | 十一面觀世音菩薩   | 真言宗豐山派 | 古河市上大野1999         | 明治初期廢寺，現在由在地居民管理                       |
| 番外     |                                | 小久保堂       | こくぼどう           | 十一面觀世音菩薩   | 真言宗豐山派 | 古河市上大野1489         | 小久保家管理                                           |
| 28       | 稲荷山 福智院 地藏寺           |                | ふくちいん           | 十一面觀世音菩薩   | 真言宗豐山派 | 古河市稲宮1079           | 明治初期廢寺                                           |
| 29       | 關寶山 摩思院 阿彌陀寺         | 千手堂         | せんじゅどう         | 千手觀世音菩薩     | 淨土土宗     | 古河市關戸1229           | 也稱為「關戶觀音」。明治初期廢寺，現存觀音堂           |
| 30       | 普門院                         |                | ふもんいん           | 聖觀世音菩薩       | 真言宗豐山派 | 古河市西牛谷92           | 明治初期廢寺、現存觀音堂                               |
| 31       | 觀音寺                         | 赤觀音         | かんのんじ           | 十一面觀世音菩薩   | 真言宗豐山派 | 野木町中谷栗山251        |                                                        |
| 32       |                                | 如意輪堂       | にょいりんどう       | 如意輪觀世音菩薩   | 真言宗豐山派 | 古河市小堤1122-4         | 觀音堂是近年再建                                       |
| 33       | 寶林山 地藏院 圓滿寺           |                | えんまんじ           | 十一面觀世音菩薩   | 真言宗豐山派 | 古河市小堤1405           | 有觀音御開帳事務局。本堂西邊為觀音堂                   |
| 34       | 養性寺                         |                | ようじょうじ         | 十一面觀世音菩薩   | 真言宗豐山派 | 古河市恩名2362           | 明治初期廢寺，現存香取神社東邊的觀音堂                 |

## 御開帳
從正德4年（1714年）開創以來，12年一度的午年會進行觀音御開帳。最近一次是在平成26年（2014年）的第26回御開帳。進行期間是從3月18日至4月17日的1個月之間。各禮所會公開觀音像讓人禮拜。準備作業從前年開始，由圓滿寺的事務局負責運行。各禮所為了供養，會設立角塔婆，在主尊（觀音像）和參拜者間張開結網，稱為「緣之綱」。參拜時觸碰了這個結網，會得到觀音的恩惠。作為參拜的證明，會在「納經貼」上押印御朱印，巡禮完全部的禮所後可以領取「結願證」。  

## 御詠歌
各寺院有其「御詠歌」，以平易語言流傳佛陀的教導，也稱為「巡禮歌」，通常歌詞也包括了寺院名、地名、景觀等等。參拜時唱頌詠歌，據說和讀唱經文有同樣的功德。
舉例來說，第一號禮所實相院的御詠歌原文為「実相の　空にまよいの　雲はれて　真如の月の　かげぞさやけき」。

## 註腳
1. ↑  『総和町史 民俗編』　総和町、平成17年（2005年）、462-470頁（仏堂巡拝）
2. ↑  鈴木印刷所 制作・印刷・製本　『葛飾坂東札所めぐり公認ガイドブック　葛飾坂東観音御開帳』　平成26年（2014年）、10頁（葛飾坂東観音御開帳の由来）
3. ↑  白木利幸. . 朱鷺書房. 1994: 61.
4. ↑  鈴木印刷所 制作・印刷・製本　『葛飾坂東札所めぐり公認ガイドブック　葛飾坂東観音御開帳』　平成26年（2014年）、11頁（葛飾坂東観音御開帳のあらまし）
5. ↑  鈴木印刷所 制作・印刷・製本　『葛飾坂東札所めぐり公認ガイドブック　葛飾坂東観音御開帳』　平成26年（2014年）、13頁（観音様巡りを充実させるために御朱印をいただきましょう）